# Ropice (Moravskoslezské Beskydy)
Ropice je hora v Moravskoslezských Beskydech, 5 km východně od Morávky a 6 km jižně od obce Řeka, zalesněná smíšeným smrko-bukovým lesem.
Na vrcholu je kromě geodetického bodu také dřevěná socha Peruna, slovanského boha hromu, bouře a blesku, později ctěného i jako dárce úrody. Vysvětlující tabulka dodává, že Perun na Ropici je symbolem vzájemné tolerance a svornosti Čechů, Slováků a Poláků. Nenachází se zde žádná turistická chata, ani jiné zařízení.

## Přístup

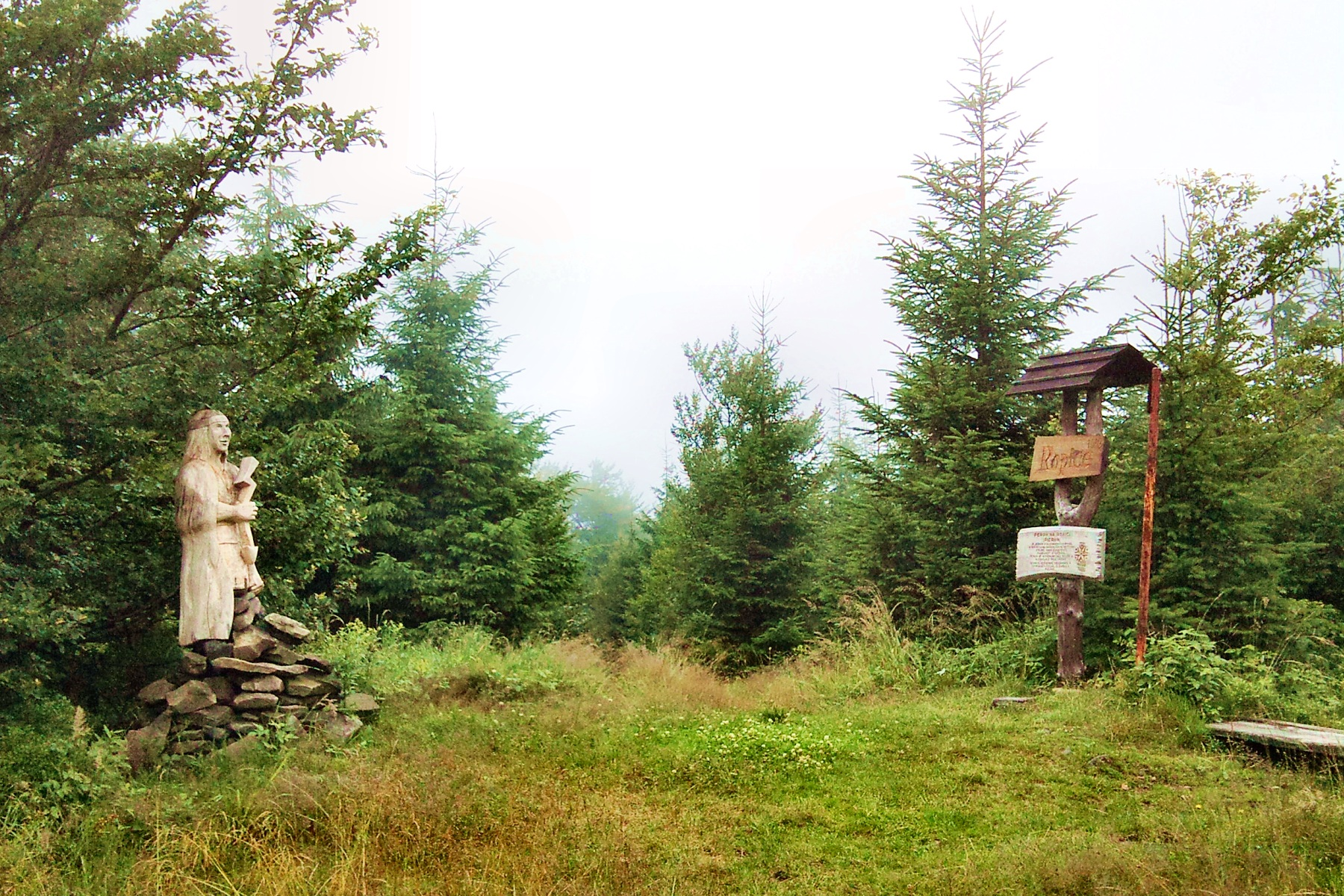
Socha Peruna a informační panel na vrcholu Ropice

Přímo na vrchol vede červeně značená trasa KČT, mezi rozcestími Šindelná (1 km VSV), Ropice (1 km VJV) a Velký Lipový (1 km ZSZ). Na rozcestí Šindelná vede modře značená cesta od chaty Javorový (4 km), na rozcestí Ropice červeně značená cesta od chaty Slavíč (6 km) a na rozcestí Velký Lipový žlutě značená cesta z Morávky (4,5 km). Přes všechna tři rozcestí vede i bíle značená cyklotrasa č. 6083 mezi Horní Lomnou a Komorní Lhotkou.
U červeně značené cesty mezi rozcestími Ropice a Velký Lipový je asi 300 m východně od vrcholu pramen a turistický přístřešek.

## Vodstvo
Severní svahy Ropice prudce spadají do osady Řeka. Jedná se o tzv. nivační kotel, obdobu ledovcového karu, který odvodňuje Ropičanka, vlévající se u Českého Těšína do Olše. Jižní svahy odvodňuje potok Slavíč, který se vlévá do Morávky jako vedlejší zdroj stejnojmenné vodní nádrže. Olše i Morávka se vlévají do Odry, kde se tedy setkává veškerá voda z Ropice.

## Ochrana přírody
Vrchol a část svahů hory jsou od roku 2011 chráněny v rámci přírodní rezervace Ropice.

### Reference

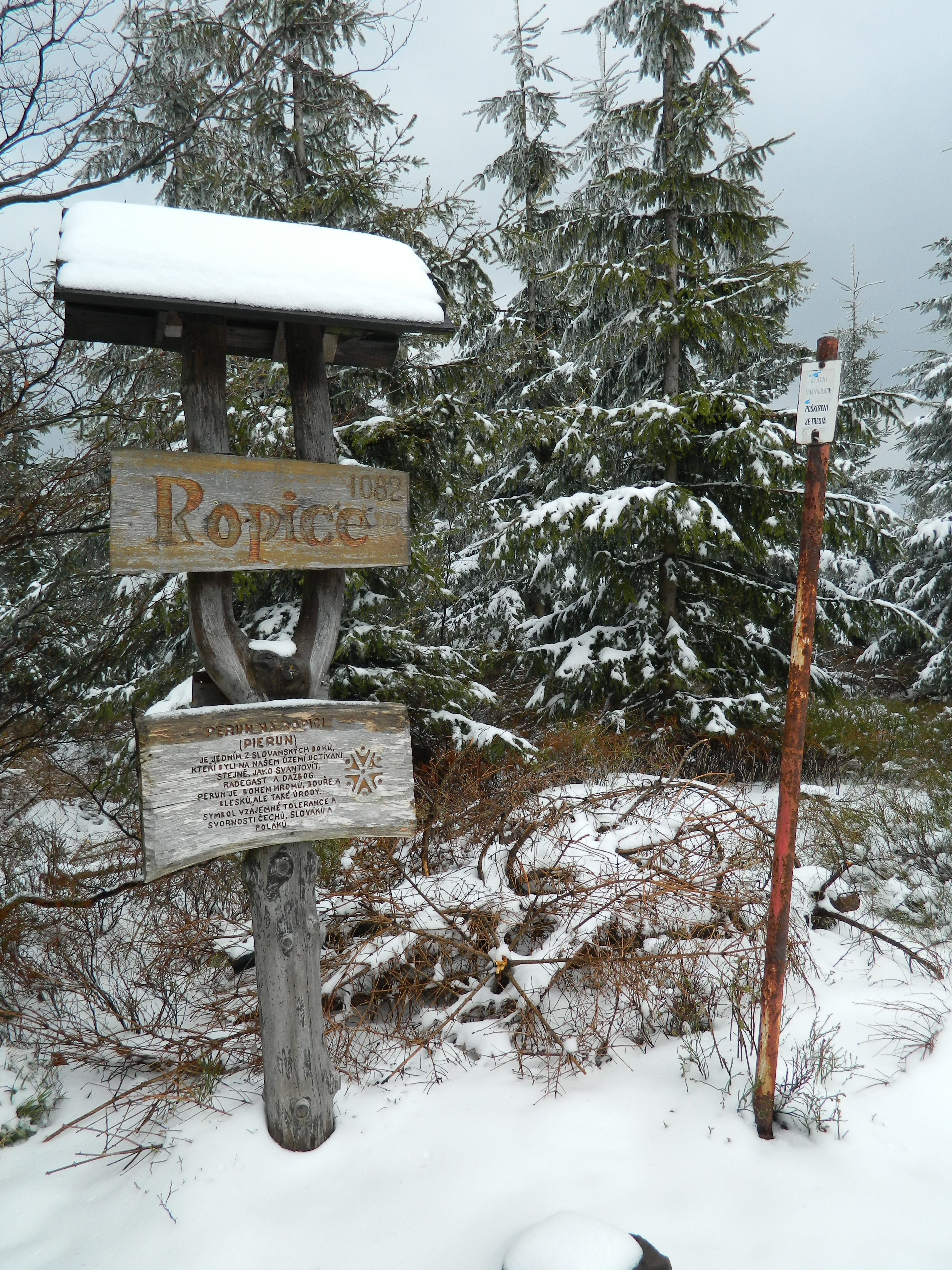
Informační tabule a geodetický bod na vrcholu Ropice

### Poznámka
1. ↑  Jeho výška 1082,52 m n. m.[3], po zaokrouhlení 1083 m, je často udávána jako výška vrcholu. Bod ale ční nad terén.[4]